# Marin Con
Marin Con (Fiume, 8 febbraio 1985) è un ex calciatore croato, di ruolo difensore.